# 李敏道
李敏道（朝鮮語: 이민도）は、李氏朝鮮の文官であり、朝鮮氏族の商山李氏の始祖である。中国河間府出身。
本貫は隴西で、中国で翰林学士を務めていたが、中国元の混乱を避けるため高麗に帰化した。李敏道は、李氏朝鮮の開国に功を奏し、佐命開国二等功臣の叙勲と商山君に封じられた。